# Nina Behar
Pour les articles homonymes, voir Behar.
Nina Behar est une réalisatrice roumaine, née à Bucarest le 25 mai 1930 et morte à Paris le 25 mars 1989.

## Biographie
Nina Behar, diplômée de l'Institut national de la cinématographie (VGIK) en 1955, a consacré son activité de cinéaste en Roumanie à la réalisation de documentaires. Après avoir émigré en Israël (de 1975 à 1979) puis en France, elle a rédigé une thèse intitulée Film sur l'art, art sur l'art.
Son décès, en 1989, l'a empêchée d'achever son film traitant de « la sensibilité juive dans la peinture ».

## Filmographie
- 1958 : Luchian
- 1959 : Mesagerii pacii si prieteniei
- 1963 : Vacanta la Mamaia
- 1964 : Un artist acuza o lume
- 1963 : Arta monumentala
- 1967 : Mîinile pictorului
- 1968 : Lucian Grigorescu
- 1969 : Muzica mai presus de orice
- 1972 : Orasul si oamenii sai
- 1972 : Cantata profana
- 1972 : A privi un tablou
- 1986 : Dévi Tuszynski